# Edmodo
Edmodo és una plataforma social d'aprenentatge en línia creada al setembre del 2008 per Nic Borg i Jeff O'Hara i que té seu a San Mateo, Califòrnia. 

Aquesta aplicació en xarxa gratuïta i sense publicitat permet la comunicació entre els docents, alumnes i familiars en un entorn tancat i privat en forma de microblogging i d'entorn virtual d'aprenentatge gràcies a les aplicacions, recursos, fòrums i altres eines que ofereix. 

La plataforma també consta amb una aplicació per dispositius mòbils, facilitant l'accés des de qualsevol lloc i moment, com formula el corrent educatiu de l'aprenentatge mòbil.

A l'abril del 2014 la pàgina està disponible en anglès, espanyol, portuguès, alemany, grec, francès, turc, neerlandès i xinès i té, segons el comptador de la mateixa web, més de 33 milions d'usuaris.

## Interfície d'usuari
La interfície d'usuari d'Edmodo recorda a la d'altres xarxes socials com Facebook en la que se poden consultar, a la banda dreta i ampla, les publicacions cronològicament, de la més moderna a la més antiga.
A la part esquerra se troben enllaços per filtrar les publicacions segons els grups i les comunitats que se segueixen, a més d'un enllaç a la pàgina de perfil per tal d'editar-la.
A la part superior se troben les diferents publicacions que es poden realitzar a Edmodo i al bàner superior enllaços genèrics a la portada, les estadístiques, suggeriments, biblioteca, una barra de cerca, les notificacions i el menú d'usuari.

## Publicacions

### Alertes
Són publicacions breus (140 caràcters com a màxim) que, en publicar-les a un grup, se destaca a la portada dels seus components. També permet la seva programació.

### Tasques
Permet l'assignació de tasques als grups, assenyalant la data d'entrega.

### Qüestionaris
Permet la publicació de qüestionaris o proves en línia d'opció múltiple, vertader o fals, resposta curta, omplir els buits o unió d'ítems.

Aquestes proves, en ser realitzades pels alumnes, permeten donar una retroalimentació immediata, ja que el mateix qüestionari els facilita una nota, així com permeten el seguiment per part del professorat i de les famílies.

El docent pot triar el nombre de preguntes, l'ordre d'aquestes (o posar que surtin aleatòriament) i donar un temps concret per la realització de la prova.

### Enquestes
Permet la realització d'enquestes a grups concrets. Aquest tipus de publicació permet al docent controlar el nombre de respostes obtingudes així com l'estudi estadístic d'aquestes.

## Aplicacions
La part comercial d'Edmodo són les aplicacions que es poden comprar per oferir als estudiants unitats didàctiques relacionades amb temes concrets. N'hi ha de gratuïtes.

Aquestes unitats, la majoria d'elles en anglès, consten de vídeos, imatges, textos i activitats que es poden afegir a un curs com un recurs més dins d'aquest entorn virtuals d'aprenentatge.

## Biblioteca
Una part important de qualsevol entorn virtual d'aprenentatge és la funció de repositori de recursos d'ensenyament. Cada usuari té a la seva disposició una biblioteca on pot penjar documents (o enllaçar-los des de Google Drive) i on pot trobar tots els enllaços que ha fet servir a les publicacions.

Aquesta llibreria permet la creació de carpetes i la creació de favorits.